# Le Sourire du clown (film)
Pour l’article homonyme, voir Le Sourire du clown.
Pour plus de détails, voir Fiche technique et Distribution.
Le Sourire du clown est un film français réalisé par Éric Besnard et sorti en 1999.

## Synopsis
Ian, vieux clown russe triste et fatigué de la vie trouve refuge dans une chambre minable d'un petit hôtel d'une grande ville, quelque part en Europe. Alors qu'il est sur le point de se suicider, une fusillade retentit dans le couloir. Un homme fait irruption dans sa chambre et s'écroule au pied de son lit. Ce meurtre va être le point de départ d'une longue course-poursuite.

## Fiche technique
- Réalisation : Éric Besnard
- Scénario : Éric Besnard, Lionel Steketee
- Musique : André Ceccarelli
- Photographie : Pierre Aïm
- Montage : Katya Chelli
- Production : Éric Altmayer, Nicolas Altmayer et Christoph Hahnheiser
- Société de production : Black Forest Films, Esicma S.R.L, France 2 Cinéma, Mandarin Films, Schlemmer Film et TSF
- Pays :  France
- Genre : drame, romance et thriller
- Durée : 89 minutes
- Date de sortie : 21 juillet 1999

## Distribution
- Ticky Holgado : Ian
- Bruno Putzulu : Lucas
- François Berléand : Drouot
- Vincent Elbaz : Smalto
- Jean-Claude Dauphin : Vogel
- Pascale Arbillot : Hélène
- Vanille Attié : Daphnée
- Édouard Montoute : Alex
- Alexandre Arjilovski : Kiriakov
- Yvon Back : De Renn
- Jürgen Vogel : Youri
- Samir Guesmi : le chômeur du métro